# University of Kentucky Women's Volleyball 2020
Questa voce raccoglie le informazioni riguardanti la University of Kentucky Women's Volleyball nella stagione 2020.

## Stagione
La University of Kentucky partecipa alla Southeastern Conference, aggiudicandosi il nono titolo di conference della propria storia, il quarto consecutivo.
Si qualifica al torneo di NCAA Division I, interamente tenutosi al CHI Health Center Omaha di Omaha, come testa di serie numero 2, che le permette di scendere in campo direttamente al secondo turno, dove supera senza problemi la UN Las Vegas. Nella semifinale regionale le Wildcats piegano in tre set della Western Kentucky, garantendosi il primo accesso alla Final-4 della propria storia dopo un'altra agevole vittoria, questa volta ai danni della Purdue, testa di serie numero 7. 
In semifinale le Wildcats sfidano la testa di serie numero 6 della Washington, qualificandosi alla finale per il titolo in quattro set. Nella finale nazionale la Kentucky affronta la Texas, testa di serie numero 4, conquistando il primo titolo della propria storia dopo un altro successo in quattro parziali.

## Organigramma societario
Area direttiva
- Presidente: Mitch Barnhart

Area organizzativa
- Direttore delle operazioni: Kristen Sanford

Area tecnica
- Allenatore: Craig Skinner
- Allenatore associato: Anders Nelson
- Assistente allenatore: Carly Cramer
- Assistente allenatore laureato: Nathan Matthews
- Assistente allenatore volontario: Jake Romano
- Preparatore atletico: Katy Poole

Area medica
- Medico: Kimberly Kaiser, Scott D. Mair

## Rosa
| N° | Nome               | Ruolo | Data di nascita   | Nazionalità sportiva | Anno      |
| -- | ------------------ | ----- | ----------------- | -------------------- | --------- |
| 1  | Maddie Berezowitz  | L     | -                 | Stati Uniti          | Sophomore |
| 2  | Madisen Skinner    | S     | 1º luglio 2001    | Stati Uniti          | Freshman  |
| 3  | Madison Lilley     | P     | 15 aprile 1999    | Stati Uniti          | Senior    |
| 4  | Avery Skinner      | S     | 25 aprile 1999    | Stati Uniti          | Senior    |
| 5  | Lauren Tharp       | L     | -                 | Stati Uniti          | Junior    |
| 6  | Kendyl Paris       | C     | -                 | Stati Uniti          | Senior    |
| 7  | Sophie Fischer     | S     | -                 | Stati Uniti          | Freshman  |
| 8  | Cameron Scheitzach | P     | -                 | Stati Uniti          | Junior    |
| 9  | Mariah Walker      | L     | -                 | Stati Uniti          | Freshman  |
| 10 | Reagan Rutherford  | O     | 29 luglio 2002    | Stati Uniti          | Freshman  |
| 11 | Elise Goetzinger   | C     | -                 | Stati Uniti          | Freshman  |
| 12 | Gabrielle Curry    | L     | 12 settembre 1998 | Stati Uniti          | Senior    |
| 14 | Bella Bell         | C     | -                 | Stati Uniti          | Freshman  |
| 15 | Azhani Tealer      | C     | 6 gennaio 2001    | Stati Uniti          | Sophomore |
| 17 | Alli Stumler       | S     | 16 settembre 1999 | Stati Uniti          | Junior    |

## Mercato
| Acquisti | Acquisti          | Acquisti           | Acquisti   |
| R.       | Nome              | da                 | Modalità   |
| -------- | ----------------- | ------------------ | ---------- |
| S        | Madisen Skinner   | Faith West Academy | definitivo |
| S        | Sophie Fischer    | Nation Ford HS     | definitivo |
| L        | Mariah Walker     | Riverview HS       | definitivo |
| O        | Reagan Rutherford | Ridge Point HS     | definitivo |
| C        | Elise Goetzinger  | Mount Horeb HS     | definitivo |

| Cessioni | Cessioni       | Cessioni           | Cessioni   |
| R.       | Nome           | a                  | Modalità   |
| -------- | -------------- | ------------------ | ---------- |
| L        | Kylie Schmaltz | -                  | ritirata   |
| O        | Caitlyn Cooper | -                  | ritirata   |
| S        | Leah Edmond    | Athletes Unlimited | definitivo |
| C        | Leah Meyer     | Târgoviște         | definitivo |
| C        | Gabby Goddard  | San Diego          | definitivo |

## Statistiche

### Statistiche di squadra
| Competizione                            | Punti | In casa | In casa | In casa | In trasferta | In trasferta | In trasferta | Campo neutro | Campo neutro | Campo neutro | Totale | Totale | Totale |
| Competizione                            | Punti | G       | V       | P       | G            | V            | P            | G            | V            | P            | G      | V      | P      |
| --------------------------------------- | ----- | ------- | ------- | ------- | ------------ | ------------ | ------------ | ------------ | ------------ | ------------ | ------ | ------ | ------ |
| Southeastern Conference NCAA Division I | .960  | 10      | 10      | 0       | 10           | 9            | 1            | 5            | 5            | 0            | 25     | 24     | 1      |
| Totale                                  | .960  | 10      | 10      | 0       | 10           | 9            | 1            | 5            | 5            | 0            | 25     | 24     | 1      |

G = partite giocate; V = partite vinte; P = partite perse

### Statistiche dei giocatori
| Giocatrice    | Southeastern Conference NCAA Division I | Southeastern Conference NCAA Division I | Southeastern Conference NCAA Division I | Southeastern Conference NCAA Division I | Southeastern Conference NCAA Division I | Totale | Totale | Totale | Totale | Totale |
| Giocatrice    | P                                       | PT                                      | AV                                      | MV                                      | BV                                      | P      | PT     | AV     | MV     | BV     |
| ------------- | --------------------------------------- | --------------------------------------- | --------------------------------------- | --------------------------------------- | --------------------------------------- | ------ | ------ | ------ | ------ | ------ |
| B. Bell       | 14                                      | 40                                      | 29                                      | 11                                      | 0                                       | 14     | 40     | 29     | 11     | 0      |
| M. Berezowitz | 13                                      | 2                                       | 0                                       | 0                                       | 2                                       | 13     | 2      | 0      | 0      | 2      |
| G. Curry      | 25                                      | 23                                      | 4                                       | 0                                       | 19                                      | 25     | 23     | 4      | 0      | 19     |
| S. Fischer    | 8                                       | 32                                      | 28                                      | 4                                       | 0                                       | 8      | 32     | 28     | 4      | 0      |
| E. Goetzinger | 20                                      | 100,5                                   | 70                                      | 30,5                                    | 0                                       | 20     | 100,5  | 70     | 30,5   | 0      |
| M. Lilley     | 25                                      | 113                                     | 54                                      | 29                                      | 30                                      | 25     | 113    | 54     | 29     | 30     |
| K. Paris      | 10                                      | 17                                      | 14                                      | 3                                       | 0                                       | 10     | 17     | 14     | 3      | 0      |
| R. Rutherford | 11                                      | 49                                      | 44                                      | 5                                       | 0                                       | 11     | 49     | 44     | 5      | 0      |
| C. Scheitzach | 17                                      | 5                                       | 1                                       | 0                                       | 4                                       | 17     | 5      | 1      | 0      | 4      |
| A. Skinner    | 22                                      | 310                                     | 274                                     | 26                                      | 10                                      | 22     | 310    | 274    | 26     | 10     |
| M. Skinner    | 22                                      | 198                                     | 174                                     | 24                                      | 0                                       | 22     | 198    | 174    | 24     | 0      |
| A. Stumler    | 25                                      | 402                                     | 364                                     | 18                                      | 20                                      | 25     | 402    | 364    | 18     | 20     |
| A. Tealer     | 25                                      | 278                                     | 214                                     | 51                                      | 13                                      | 25     | 278    | 214    | 51     | 13     |
| L. Tharp      | 25                                      | 19                                      | 1                                       | 0                                       | 18                                      | 25     | 19     | 1      | 0      | 18     |
| M. Walker     | 22                                      | 13                                      | 0                                       | 0                                       | 13                                      | 22     | 13     | 0      | 0      | 13     |

P = presenze; PT = punti totali; AV = attacchi vincenti; MV = muri vincenti; BV = battute vincenti

NB: I muri singoli valgono una unità di punto, mentre i muri doppi e tripli valgono mezza unità di punto; anche i giocatori nel ruolo di libero sono impegnati al servizio